# サフォーク (重巡洋艦)
HMS サフォーク (HMS Suffolk, 55) は、イギリス海軍の重巡洋艦。カウンティ級重巡洋艦。ケント級に類別されることもある。艦名はイングランド東部のサフォーク州にちなむ。

## 艦歴
ポーツマス工廠で建造され1924年7月30日に起工。1926年2月16日に進水し、1928年2月7日に竣工した。
1928年12月4日、大日本帝国は東京湾で御大礼特別観艦式を実施する。この観艦式にイギリス中国艦隊 (The China Station) 司令官ティリット提督の指揮下、姉妹艦「ケント」「ベリック」と共に参列した。イギリス海軍に対する日本海軍の接伴艦は、軍艦「陸奥」「磐手」「比叡」であった。
1929年5月2日、グロスター公ヘンリー王子は、「サフォーク」（艦長G・S・アーバスノット大佐）を御召艦として横浜港に到着した。
当時の第一艦隊（連合艦隊、司令長官谷口尚真大将）旗艦は戦艦「山城」で、重巡2隻（古鷹、加古）と駆逐艦4隻が奉迎艦となり、乗組員がお互いの艦を訪問した。イギリス側は、日本海軍重巡の居住性に強い印象を抱いたという。
5月下旬、「サフォーク」は東京湾を離れた。
1930年4月中旬から5月にかけて、「サフォーク」は横浜、神戸、仁川、大連を訪問した。
1931年10月、「サフォーク」は仁川、横浜、宮島を訪問した。
1934年6月3日、日本の横浜港に入港。イギリス中国艦隊司令官ドレーヤー提督の指揮下において、5日の東郷平八郎元帥の国葬に参列した。
日本艦（接伴艦「比叡」、指揮官永野修身横鎮長官、艦長井上成美大佐）と共に半旗を掲げ弔砲を発射した。
1935年4月下旬から5月上旬にかけて、「サフォーク」は長崎、別府、神戸に寄港した。
1939年11月23日、イギリス軍の補助巡洋艦「ラワルピンディ」がドイツ海軍 (Kriegsmarine) のシャルンホルスト級戦艦に撃沈された。イギリス海軍は本国艦隊の戦艦や巡洋艦を多数動員してドイツ艦を捜索し、「サフォーク」もこの任務に投入された。
1940年4月になると、イギリス軍はヴァレンタイン作戦 (Operation Valentine）を発動し、デンマーク領のフェロー諸島を占領する。「サフォーク」はイギリス海兵隊をフェロー諸島に輸送した。
4月下旬、ノルウェーのソラにある飛行場 (Stavanger Airport) への艦砲射撃を実施した（ダック作戦）。ここにはドイツ空軍 (Luftwaffe) 第1急降下爆撃航空団第1飛行隊（指揮官ホッツェル大尉）のJu-87 スツーカが約40機進出し、重大な脅威となっていた。4月14日、イギリス空軍の爆撃機が長距離爆撃を敢行したが、スツーカ1機が損傷しただけだった。
「サフォーク」は4月16日に駆逐艦「キプリング」「ジュノー」「ジェーナス」「ヒアワード」に護衛されてスカパ・フローから出撃し、4月17日に攻撃をおこなった。Sola-Sjø水上機基地には損害を与えたが、ソラ飛行場に対しては戦果はあげられなかった。帰路、洋上で第26爆撃航空団に所属するHe 111や、第30爆撃航空団に所属するJu 88の空襲を受ける。護衛の戦闘機が到着するまでに、Ju88爆撃機の攻撃で500kg爆弾が「サフォーク」のX砲塔前方に命中したほか、至近弾3発を受けた。4月18日にスカパ・フローに着いた時の本艦はかなり傾斜し、後部は甲板が水に洗われる状態であった。修理には1941年2月まで要した。艦橋は密閉式となり、スチーム暖房が設置されて「極地向け」になった。

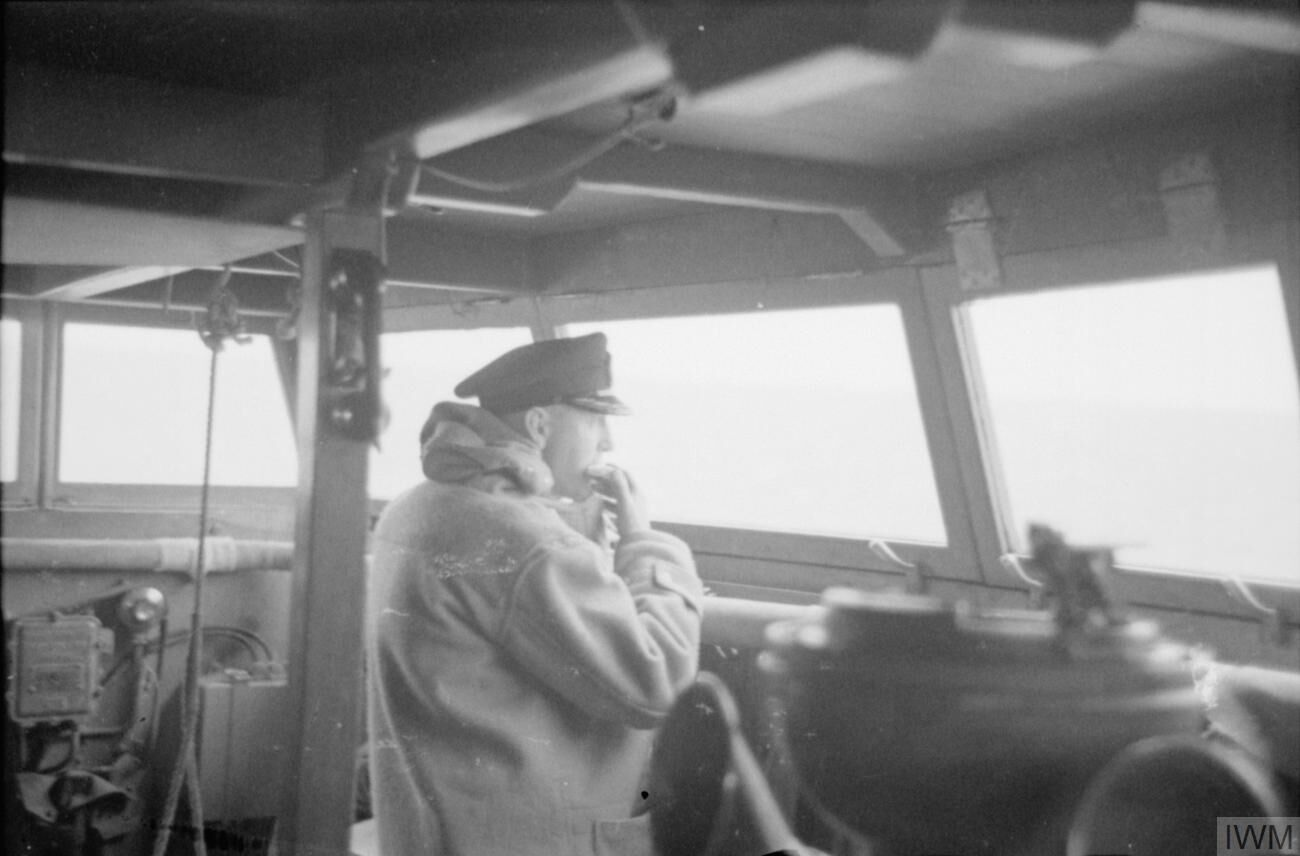
ビスマルク追跡中、艦橋で昼食をとるサフォーク艦長ロバート・エリス (Robert Meyric Ellis) 大佐。

1941年5月23日、ドイツ艦隊出撃の情報によりデンマーク海峡で哨戒任務に従事していた「サフォーク」は、ライン演習作戦により出撃してきたドイツ戦艦「ビスマルク」と重巡洋艦「プリンツ・オイゲン」を発見した。つづいて第1巡洋戦艦戦隊（司令官ウェイク＝ウォーカー少将）の旗艦「ノーフォーク」と合流し、重巡2隻はレーダーを活用してビスマルク部隊（リュッチェンス提督）の追跡を開始した。
5月24日朝のデンマーク海峡海戦で、英巡洋戦艦「フッド」が轟沈してランスロット・ホランド中将が戦死する。ウォーカー少将は生き残った戦艦「プリンス・オブ・ウェールズ」を指揮下に入れ、3隻（ノーフォーク、サフォーク、プリンス・オブ・ウェールズ）でビスマルク部隊を追跡した。同日午後になると、ウォーカー戦隊と「ビスマルク」は散発的に砲撃を交わした。「サフォーク」は8インチ主砲を9斉射したが、この戦闘で前部2番主砲塔を艦尾方向に向けて発射した際に爆風で艦橋の窓ガラスが割れ、露天式艦橋にもどってしまったという。5月25日未明、ウォーカー戦隊は疲労や諸事情でビスマルク部隊を見失い、最終的に「サフォーク」は「ビスマルク」最後の戦闘に関与できなかった。
7月、キルケネスとペツァモに対する空襲（EF作戦）を行った空母の護衛にあたった。
その後、1942年の終わりまで北極海での輸送船団護衛任務に従事していた。
1943年4月まで改修が行われ、その後は東洋艦隊に転籍してインド洋で活動する。1944年10月のニコバル諸島攻撃（ミレット作戦）や1945年1月のスマトラ島の製油所に対する空襲（レンティル作戦）などに参加した。
サフォークは1948年に解体された。